# 阿姆
阿姆（法語：Ham，法語發音：[am]），法国北部城市，上法兰西大区索姆省的一个市镇，隶属于佩罗讷区，其市镇面积为9.5平方公里，2022年1月1日时人口数量为4,408人，在法国城市中排名第2,396位。
阿姆位于索姆省东部，索姆河畔，是一个区域性的中心城市，因当地的铝厂而闻名。连接亚眠和圣康坦的铁路由阿姆通过，另有多条公路在此交汇。

## 地名来源
“阿姆”一名来源于古法兰克语，意为“河流弯道”，可能与当地的自然河流景观有关。

## 历史

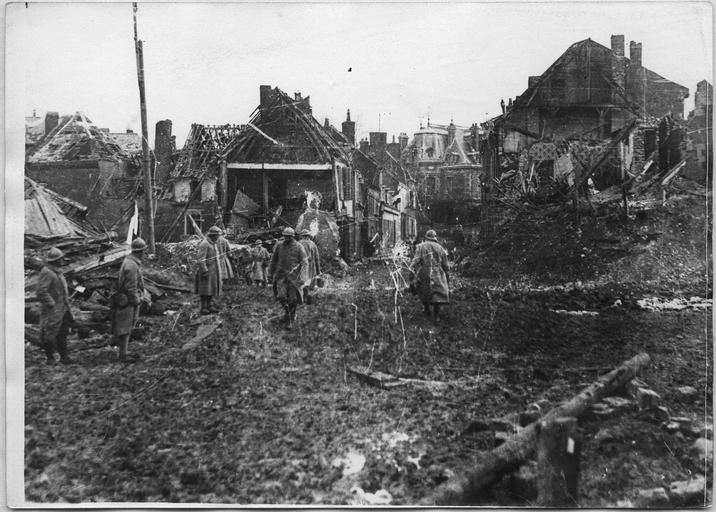
一战时期被严重破坏的阿姆

阿姆最初于公元十世纪被提及，中世纪中后期，阿姆长期为一处封建领地。12世纪初，阿姆的领主奥东二世（Odon II）主持修建了阿姆圣母修道院。16世纪末法西战争以及三十年战争期间，阿姆被西班牙军队攻占。17世纪末，路易十四多次途径阿姆。1711年，阿姆出现了一处神学院。法国大革命后，阿姆成为索姆省的一个市镇。工业革命期间，途径阿姆的亚眠－拉昂铁路建成运行。普法战争期间，一支普鲁士军队曾占领了阿姆，后被法国北部军队剿灭。第一次世界大战期间，位于索姆河流域的阿姆遭遇重创，大部分建筑都受到不同程度的破坏，其战后重建工程持续至1933年。二战后，受到能源危机影响，阿姆地区的工业出现衰落，人口数量有所下降。
在行政区划方面，埃斯图伊（Estouilly）和圣叙尔皮斯（Saint-Sulpice）两个市镇分别于1964年和1965年整体并入阿姆。

## 地理

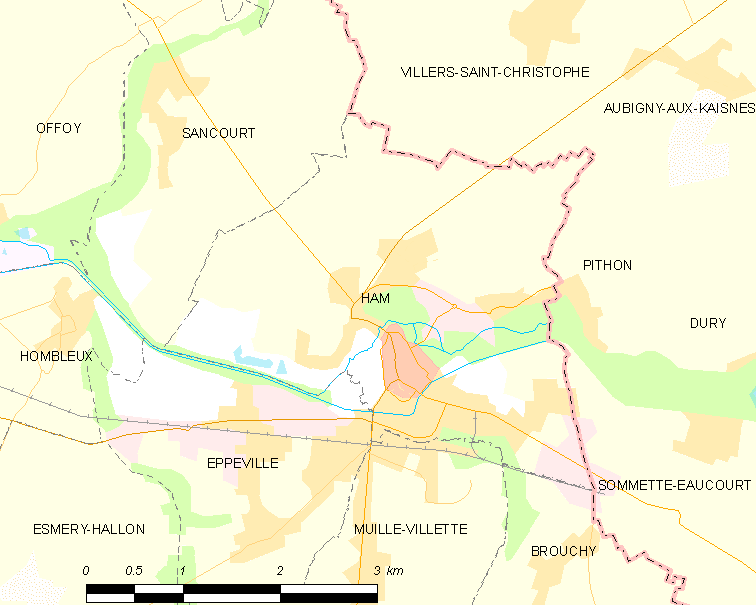
阿姆市镇范围地图

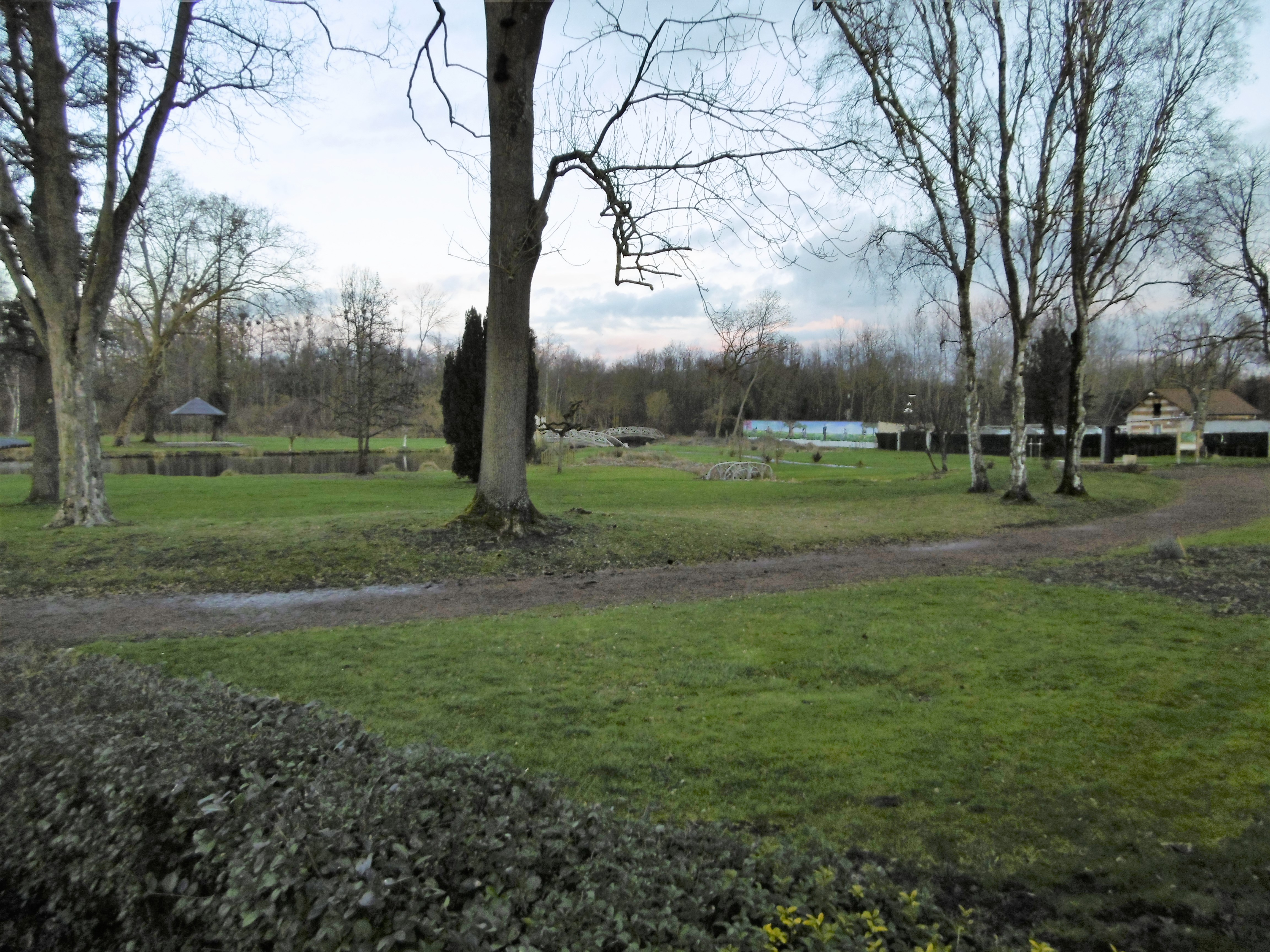
德利库尔公园

阿姆位于法国北部，上法兰西大区中部和索姆省东部，距离省会亚眠大约69公里。与阿姆接壤的市镇包括：皮通、索梅特-欧库尔、维莱圣克里斯托夫、埃珀维尔、布鲁希、米耶-维莱特、桑库尔。

### 地形
阿姆位于法国北部皮卡第平原腹地，境内以平原及浅丘为主，市镇中心地势较为平坦，全境海拔在57到84米之间。

### 水文
索姆河自东向西流经境内，与之平行的人工运河从市区南部经过。

### 植被
阿姆属于温带阔叶混交林区，市区北部有大片天然树林。
在鲜花城市的评比中，阿姆暂未被评级。

### 气候
阿姆在柯本气候分类法中属于温带海洋性气候。

## 行政区划
阿姆是法国上法兰西大区索姆省的一个市镇，编号为80410。阿姆隶属于佩罗讷区以及索姆省第五选区，管理阿姆县，同时也是东部索姆省市镇公共社区的办公驻地。
法国国家统计与经济研究所（简称）在进行数据统计时，将阿姆及相邻的另外两个市镇设为阿姆城市核心区，并将包括核心区在内的周边共四个市镇划为阿姆城市区。自2020年起，阿姆城市区被包含13个市镇的阿姆城市辐射区代替。此外，还将阿姆市镇分为了两个“块区”（IRIS），以便于统计人口分布情况。

## 交通

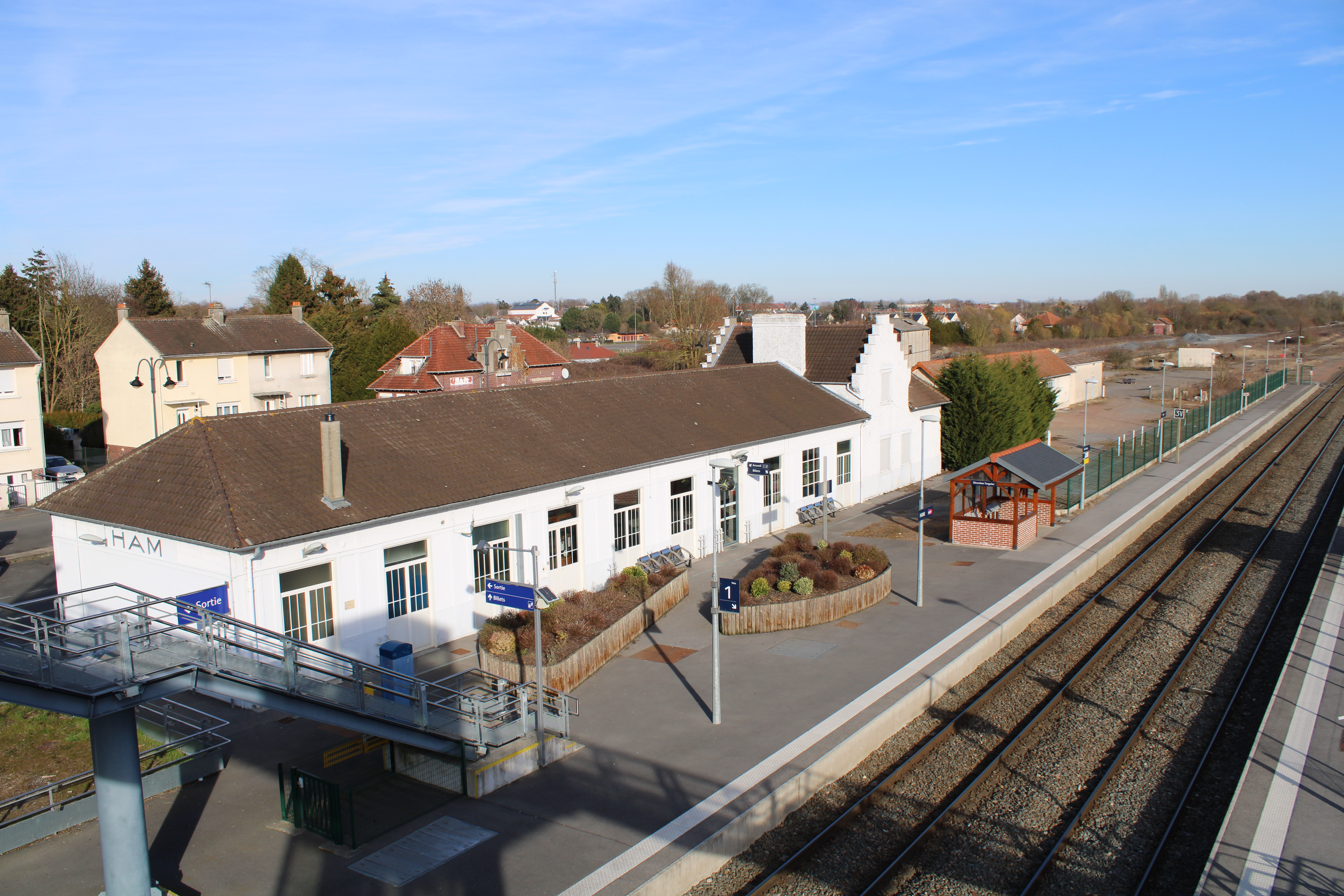
阿姆火车站

### 公路
多条索姆省省道在阿姆境内交汇。上法兰西大区下属的城际客运提供巴士线路，可前往佩罗讷、鲁瓦、翁布勒等地。
2017年，61%的阿姆家庭拥有至少一辆私人汽车。2019年，阿姆境内共发生各类交通事故3起，造成3人受伤。

### 铁路
阿姆位于亚眠－拉昂铁路上。阿姆站位于市区南部，停靠往返于亚眠和圣康坦以及亚眠和拉昂一线的区域列车。

### 航空
距离阿姆最近的民用航空站为博韦-蒂耶机场，距离阿姆市中心的公路里程约85公里。

### 城市公共交通
截至2021年8月，阿姆暂无城市公共交通系统。

## 政治

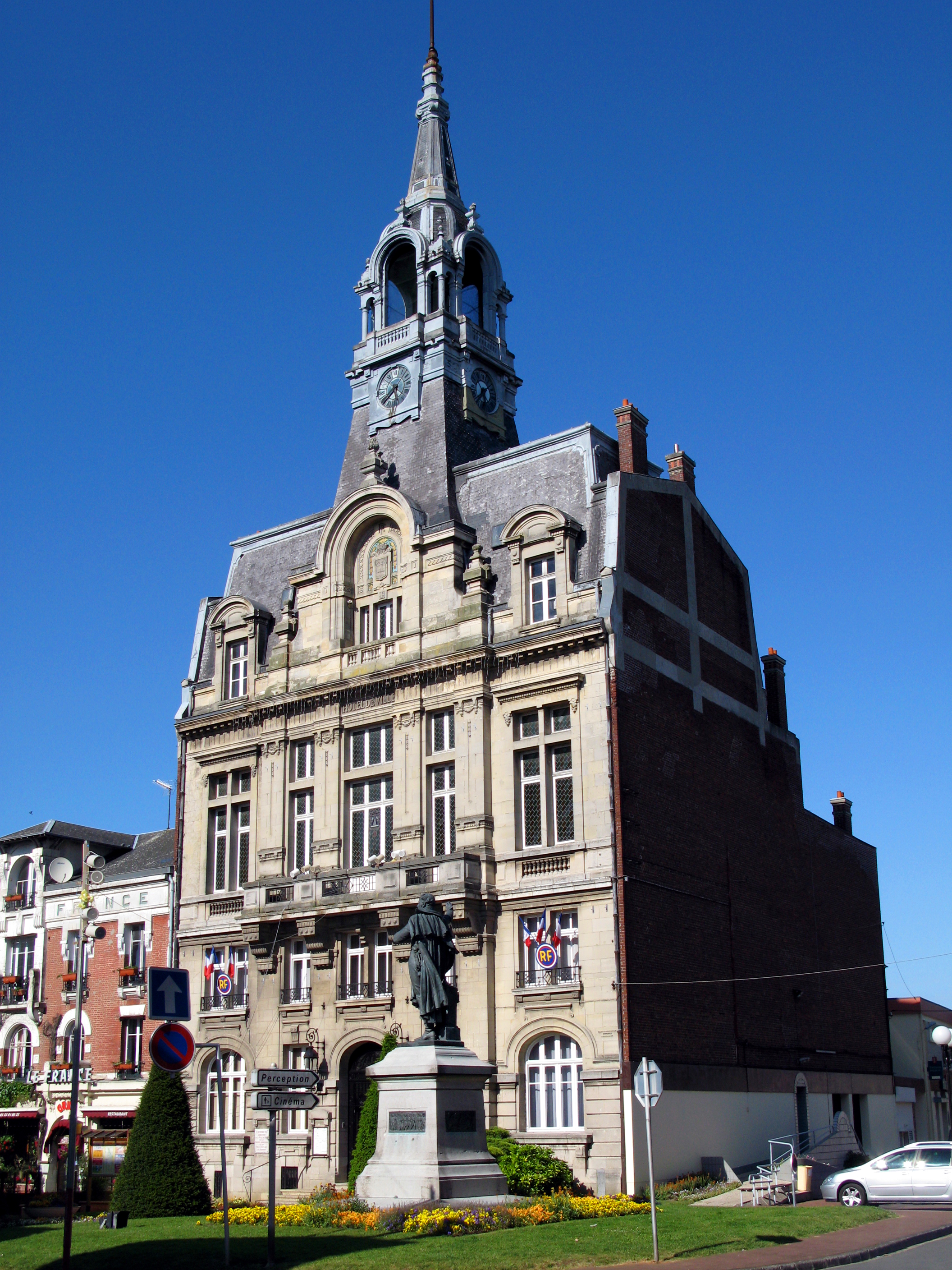
阿姆市政厅

阿姆的现任市长为埃里克·勒格朗先生（Éric Legrand），他是一名左翼无党派人士的一名成员，在2020年的市政选举中获得了65.81%的支持率。
在2017年的法国总统大选中，法国极右翼政党国民阵线主席玛丽娜·勒庞在阿姆获得了55.74%的支持率。

## 人口
2018年，阿姆市镇人口数量为4,596，在法国排名第2,396位。其中男性2,141人，女性2,470人，75岁及以上人口占11.4%，外籍人口数量为1,009人，人口密度为484人/平方公里，当地居民被称为（男性）或（女性）。2019年，阿姆境内出生39人，死亡人口85人。
| 年份   | 1936  | 1946  | 1954  | 1962  | 1968  | 1975  | 1982  | 1990  | 1999  | 2006  | 2011  | 2016  | 2018  |
| ------ | ----- | ----- | ----- | ----- | ----- | ----- | ----- | ----- | ----- | ----- | ----- | ----- | ----- |
| 人口數 | 3,108 | 3,166 | 3,598 | 4,204 | 5,697 | 6,074 | 6,041 | 5,532 | 5,398 | 5,221 | 4,899 | 4,640 | 4,596 |

## 经济
截止2021年8月，阿姆共有各类用人单位（包含自雇）532家，平均历史为18年，其中97.24%为中小型企业（PME）。（有机化工）、（铝业）及（蔬果销售）是当地2019年营业额最高的三个企业，分别为54,015,609欧元、28,826,204欧元和27,231,623欧元。

## 财政收入
2019年，阿姆的财政收入总额为4,616,250欧元，财政支出总额为4,379,750欧元，当年的债务总额为2,045,810欧元。2021年，阿姆共获得1,171,002欧元的国家财政补助，比上一年减少了1.51%。
2017年，阿姆的人均月收入总额为1,908欧元，其中高级职员为3,350欧元，低于法国平均水平（4,214欧元）；中级职员为2,331欧元，低于法国平均水平（2,353欧元）；普通职员为1,640欧元，亦低于法国平均水平（1,690欧元）。
2017年，阿姆境内的青壮年（15至64岁）失业率为28.8%，当地34.8%的家庭拥有纳税资格，平均纳税2,395欧元，低于法国平均水平（3,888欧元）。

## 社会事务

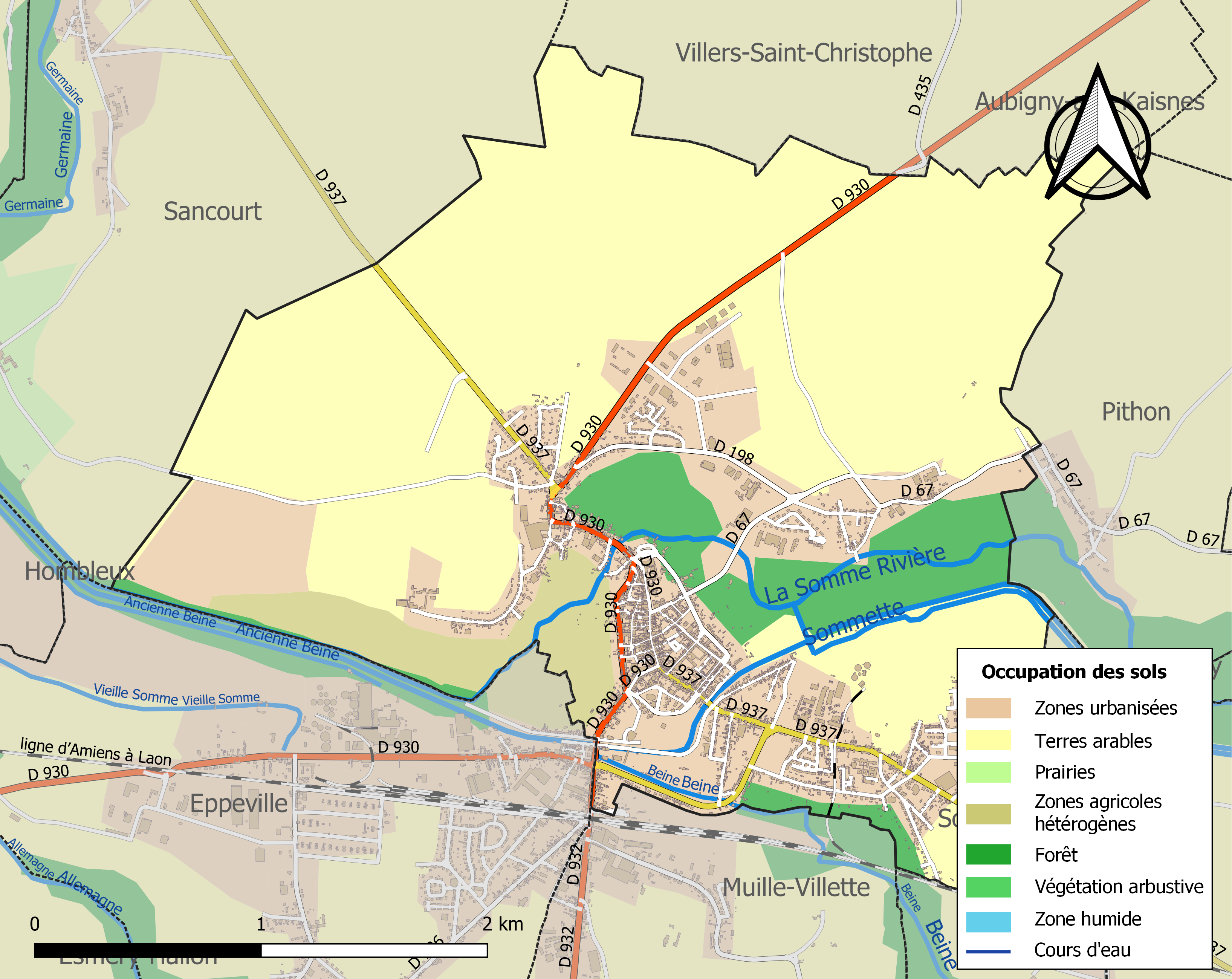
阿姆土地利用情况地图

### 教育
阿姆属于亚眠学区。截止2019年1月1日，阿姆境内共有2所幼儿园、3所小学、2所初级中学和1所职业高中。2018至2019学年度，阿姆境内共有在校中等教育阶段学生824名。

### 医疗
截止2019年1月1日，阿姆境内共有全科医生9名、保健师2名、牙医6名和护士11名。境内共有药房3家、养老院1家、残疾人帮扶中心2家。
阿姆中心医院（Centre Hospitalier de Ham）是法国的一个区域性医疗机构，其主病区位于阿姆市区，设有床位159个，是当地规模最大的公立综合性医院。

### 住房
2017年，阿姆境内共有各类住房2,396套，其中71.3%为独立式居民区，28.4%为集中式居民区。常住房屋占阿姆市镇范围内居民建筑总量的85.7%。
在住房保障政策方面，2017年，阿姆境内共有722户家庭获得了住房经济补助，受益人数占总人口数量的15.7%，其中699份为房租补助。

### 商业
2019年，阿姆境内共有各类实体商铺110家，其中餐厅12家、大型超市2家、杂货店2家、面包房3家、肉铺4家、书店1家、装饰品店1家、银行门店8家、美容美发店10家、汽车维修店7家。市区东部建有开放式商业街区，有一家家乐福超市。

### 体育
2019年，阿姆境内共有1家游泳池、1间体育馆、2座综合体育场、2处网球场、1处马术场、3处足球或橄榄球场以及1处篮球或排球场。
截至2021年8月，阿姆体育联盟（U.S. Ham）是当地唯一的注册足球队，2021至2022赛季参加上法兰西大区足球联赛。

### 环境
阿姆的环境事务由其所属的公共社区负责。2019年，阿姆境内共有3家污染企业。

### 治安
2019年，阿姆市镇范围内有1处宪兵队。
2014年，阿姆及附近地区共发生各类案件3,410起，其中盗窃类案件2,052起，经济类案件294起，毒品交易类案件215起。

## 文化
2019年，阿姆境内有1家电影院。阿姆市政府提供多媒体中心，向公众全年开放。

### 建筑
阿姆境内有多处历史建筑，镇中心的圣母教堂是当地的地标性建筑物。

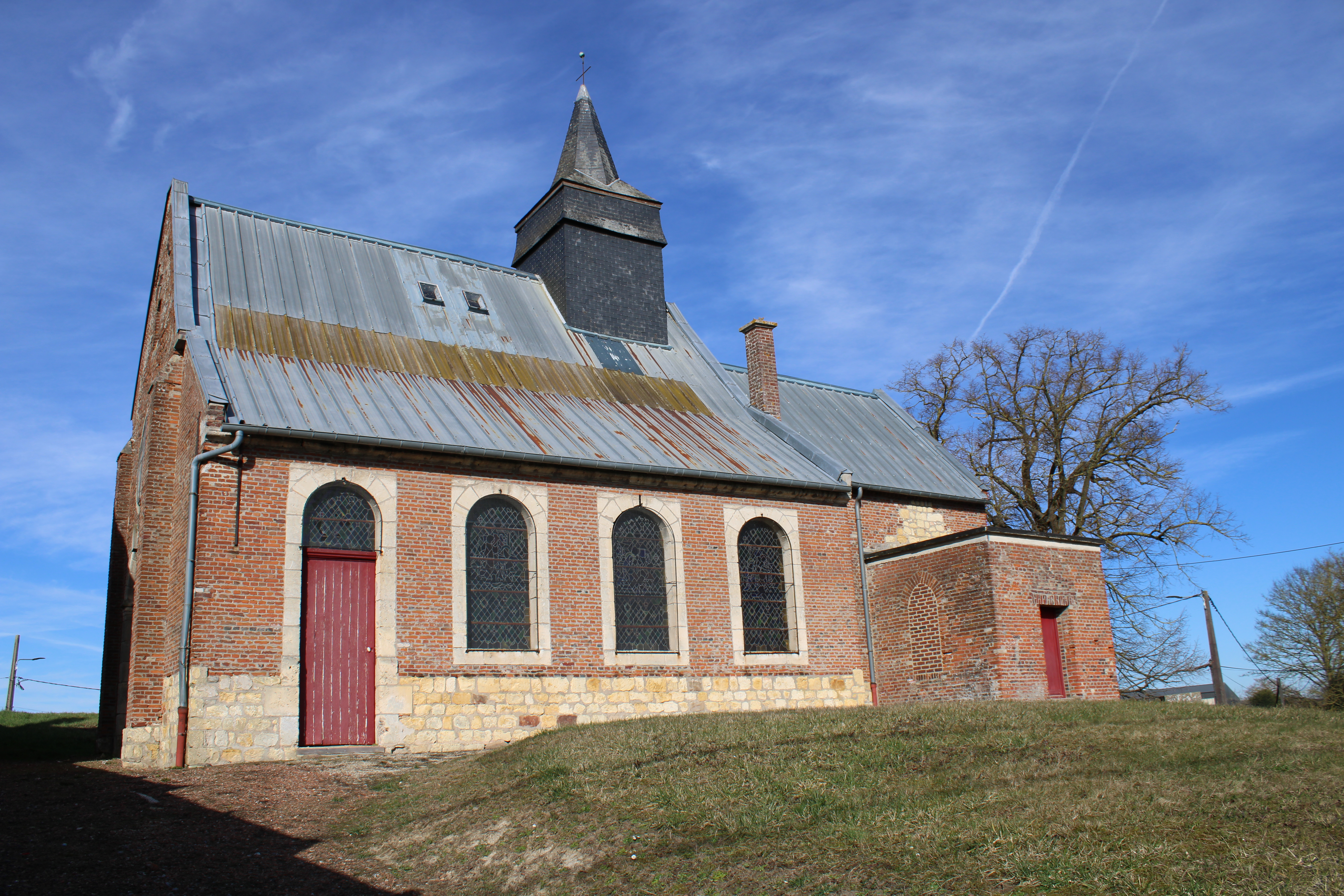
埃斯图伊教堂
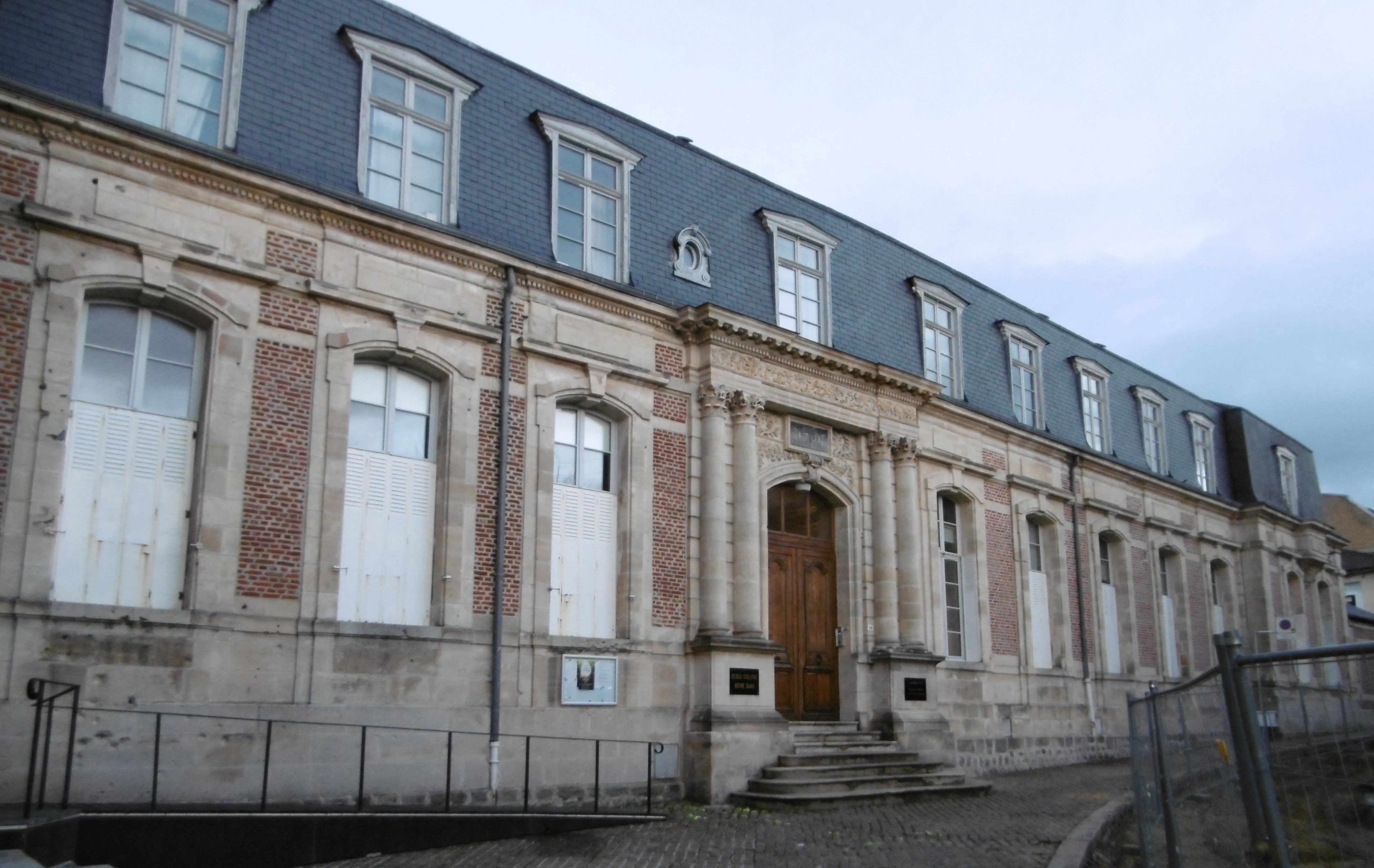
圣母教堂（法语：Abbaye Notre-Dame de Ham）
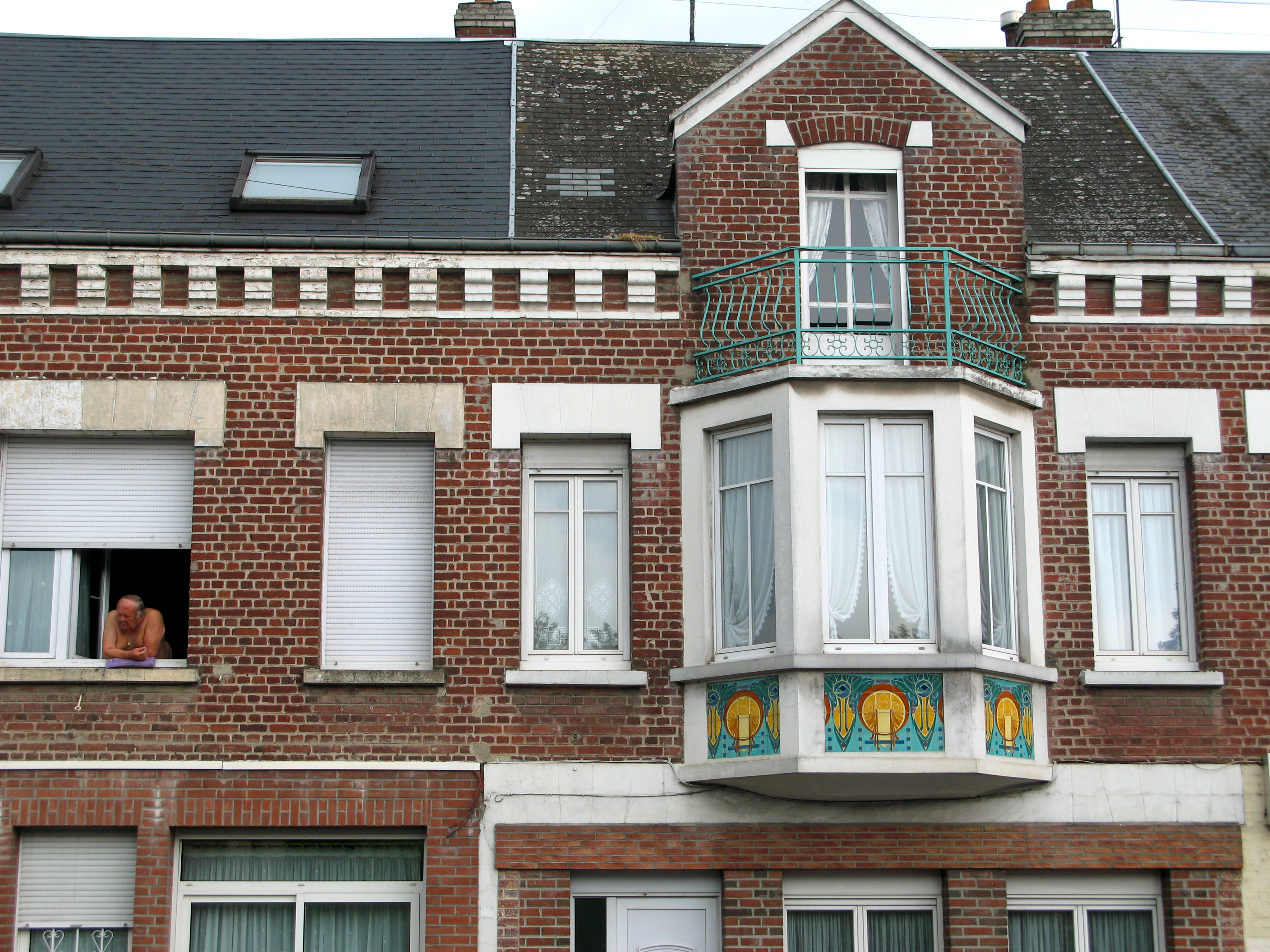
传统建筑
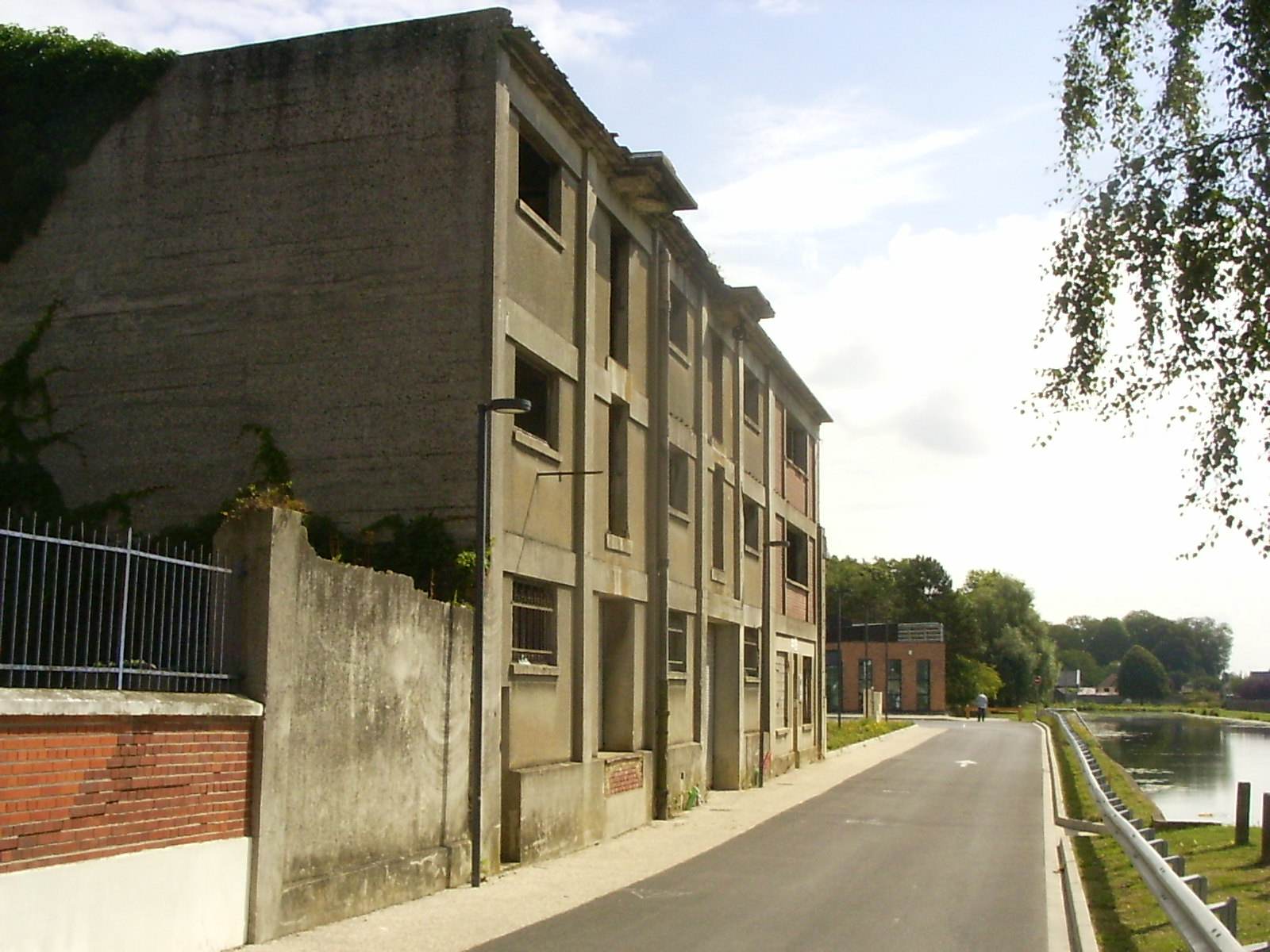
一处工厂旧址
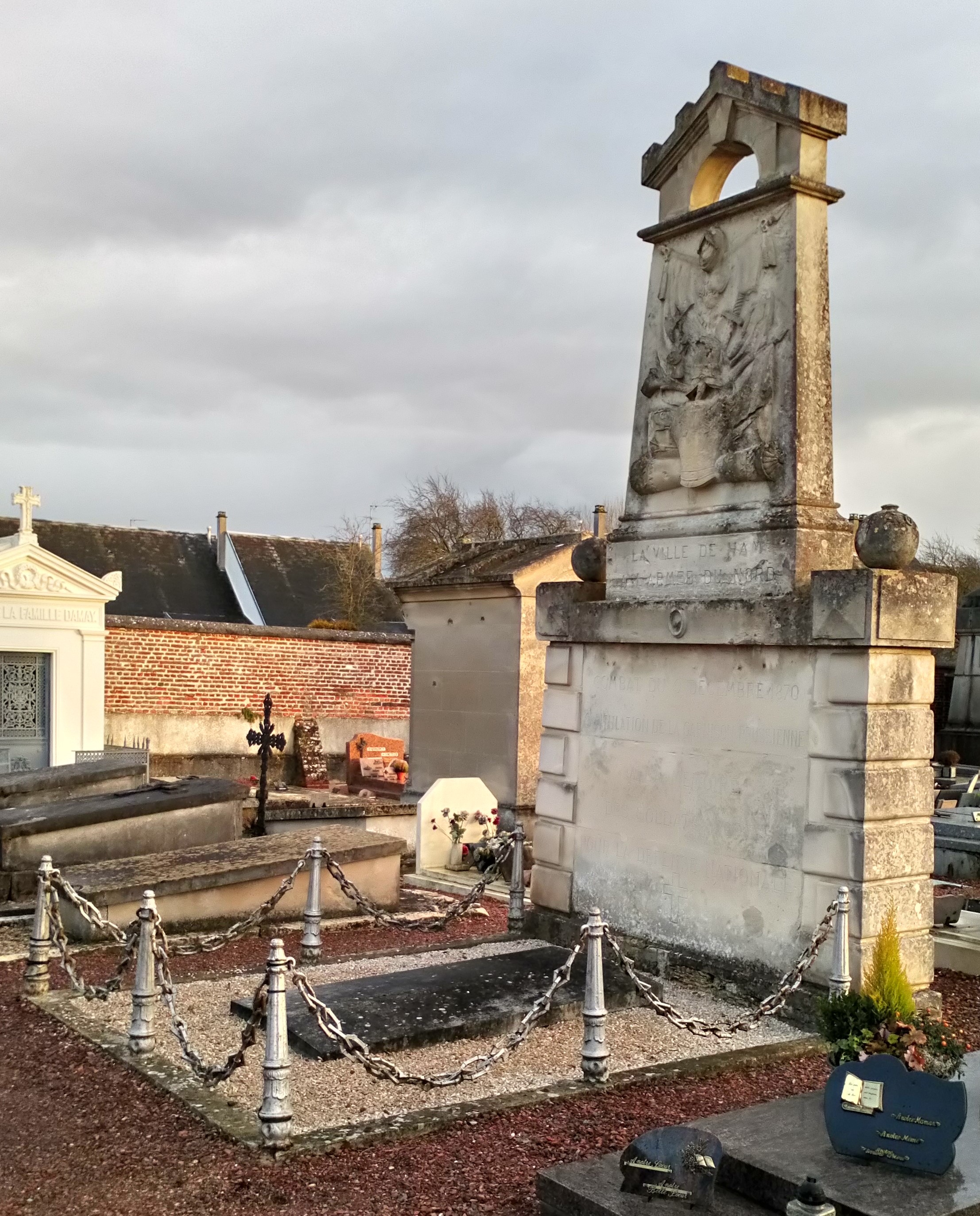
北部军队烈士纪念碑
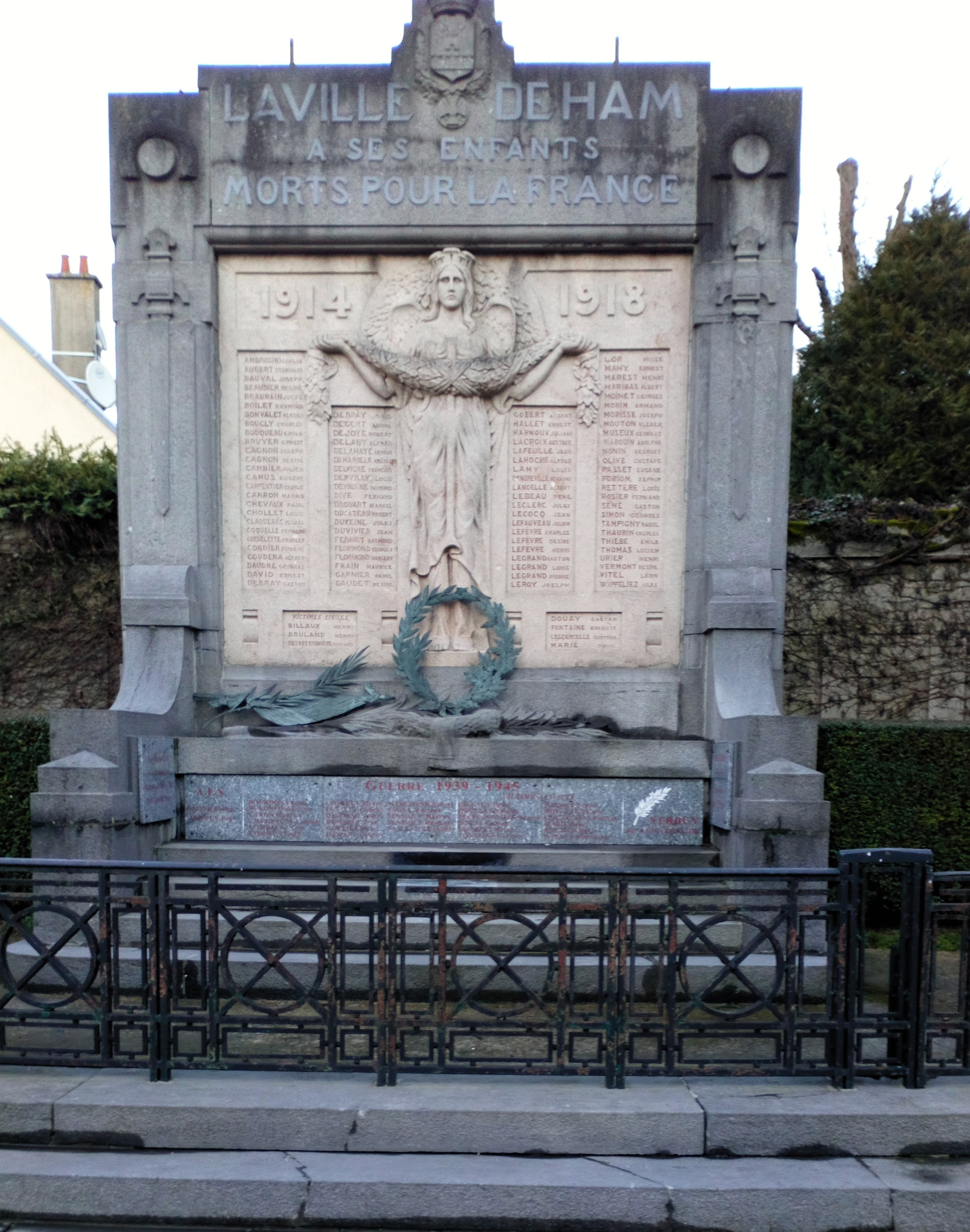
一战烈士纪念碑

### 旅游
阿姆的旅游事务由其所属的公共社区负责。2020年，阿姆境内暂无任何游客接待设施。

### 媒体
法国主要的媒体均可在阿姆接收，法国电视三台下属的上法兰西大区频道在部分时段播出阿姆所属区域的地方新闻。

## 友好城市
截至2021年8月，阿姆共与一座城市互为友好城市关系：
- 德国 艾斯费尔德